# اغتيال مارتن لوثر كينج الابن
يُعد مارتن لوثر كينغ جونيور رجل دين أمريكي وزعيم الحقوق المدنية. وقد تم إطلاق النار عليه في فندق لورين في ممفيس، تينيسي، في 4 أبريل 1968. وتم نقله إلى مستشفى سانت جوزيف، وأُعلن عن وفاته في الساعة 7:05 مساءً بتوقيت CST. وكان قائداً بارزاً في حركة الحقوق المدنية وهو أيضا حائز على جائزة نوبل للسلام وعُرف عنه استخدام اللاعنف والعصيان المدني.
تم القبض على جيمس إيرل راي، الهارب من سجن ولاية ميسوري، في 8 يونيو، 1968، في لندن بمطار هيثرو، وتم تسليمه إلى الولايات المتحدة، واتهامه بالجريمة. وفي 10 مارس عام 1969 اعترف بأنه مُذنب وحُكِمَ عليه بالسجن لمدة 99 عاما في سجن ولاية تينيسي. لكنه سرعان ما قام لاحقًا بمحاولات عديدة للتراجع عن اعترافه بالذنب، إلا أنها باءت جميعها بالفشل. وتمت محاكمته من قبل هيئة المحلفين، ومات في السجن يوم 23 أبريل عام 1998 عن عمر يناهز السبعين.رررر

## خلفية عن حياته

### مشارف الموت
تلقى كينج تهديدات متكررة بالقتل بسبب بروزه في حركة الحقوق المدنية. لقد واجه خطر الموت وجعل هذا جزءا من اعترافه بفلسفته. فهو علِمَ تعرضه للقتل لا يمكن أن يوقفه عن الكفاح من اجل المساواة في الحقوق. وبعد اغتيال الرئيس كنيدي في عام 1963، قال كينج لزوجته كوريتا «هذا ما سيحدث لي أيضا. وسأستمر بقولي أن هذا مجتمع مريض».

### ممفيس

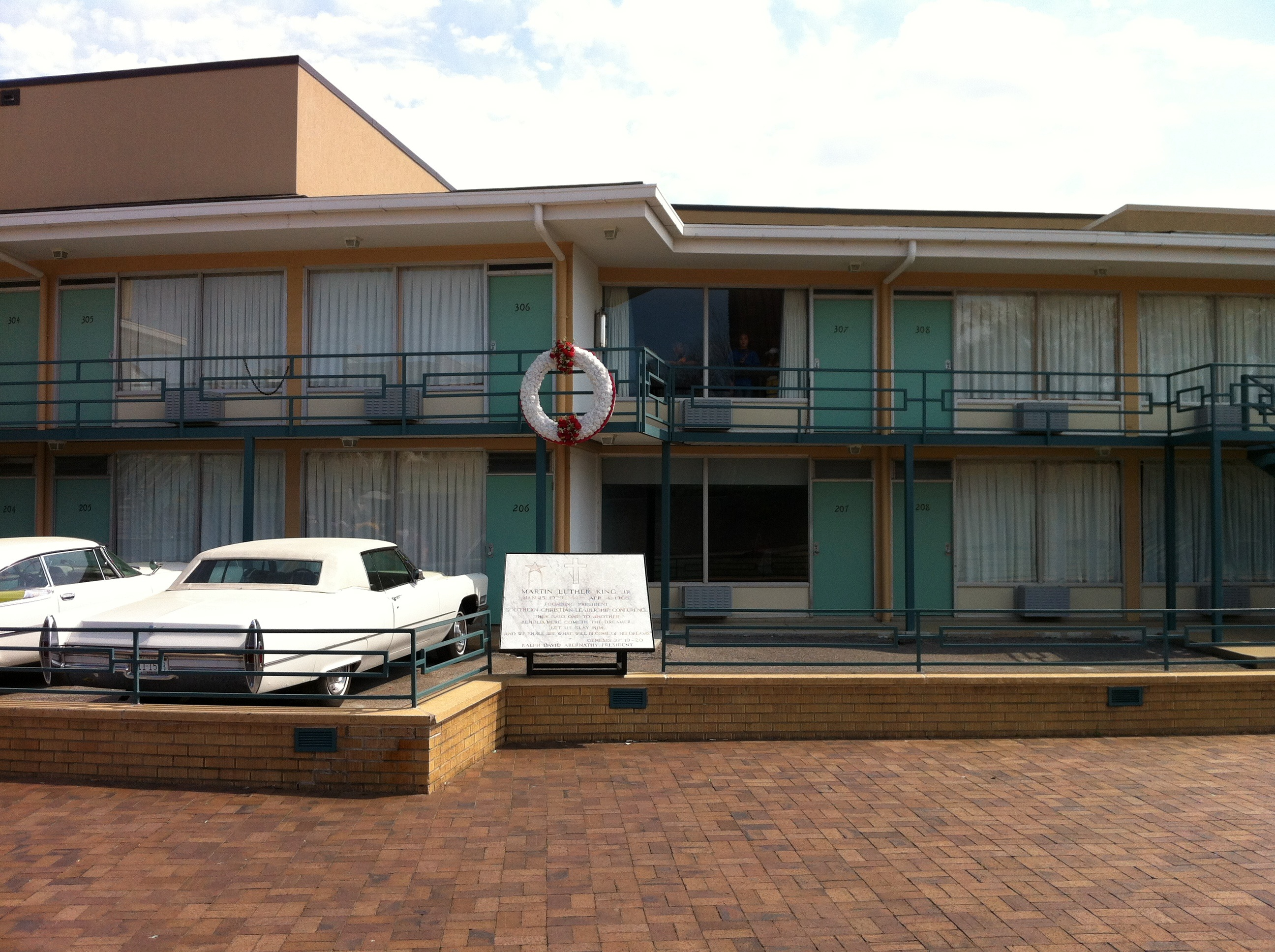
و يشكل هذا الموتيل الآن جزء من مركب المتحف الوطني للحقوق المدنية. و يمثل إكليل الورد المكان التقريبي الذي أطلق فيه النار علي كينج. منظر لورين موتل من النافذة التي أطلق منها إيرل راي النار علي كينج.

سافر كينج إلى ممفيس بولاية تينيسي، لدعم عمال الصرف الصحي الأمريكيين المضربين في المدينة الأمريكية. وكان العمال قد خرجوا في مسيرة يوم 11 فبراير 1968 للاحتجاج على عدم المساواة في الأجور وظروف العمل التي فرضها رئيس البلدية آنذاك هنري لوب. وفي ذلك الوقت، دفعت ممفيس للعمال السود أجورا أقل بكثير من أجور البيض. وقد قُتل العديد من عمال النظافة أثناء العمل بسبب ظروف العمل غير الآمنة. بالإضافة إلى ذلك، على عكس العمال البيض، لن يتلق العمال السود أي أجر إذا ظلوا في منازلهم أثناء سوء الأحوال الجوية. ونتيجة لذلك، اضطر معظم السود إلى العمل حتى اثناء هطول الأمطار والثلوج.
في 3 أبريل، عاد كينغ إلى ممفيس ليخاطب تجمعًا في معبد ماسون (المقر العالمي لكنيسة الرب في المسيح). وتم تأجيل رحلة طيرانه إلى ممفيس بسبب تهديد بوجود قنبلة لكنه أدلى بخطابه المخطط له. وألقى كينج الخطاب، المعروف الآن باسم «لقد كنت في قمة الجبل». وعندما اقترب من خاتمة الخطاب، أشار إلى تهديد القنبلة وقال:
ثم وصلت إلى ممفيس. وبدأ البعض في قول التهديدات... أو الحديث عن التهديدات التي وقعت. ماذا سيحدث لي من بعض أشقائنا البيض المرضى؟
حسنًا، لا أعرف ما الذي سيحدث الآن، لدينا بعض الأيام الصعبة المقبلة، لكن هذا لا يهمني الآن لأنني كنت في قمة الجبل. [تصفيق] وأنا مثل أي شخص، أود أن أعيش حياة طويلة. فالعمر الطويل له مكانه. لكنني لست مهتمًا بذلك الآن، أنا فقط أريد أن انفذ مشيئة الله. فهو سمح لي أن اصعد إلى الجبل وعندما نظرت من هناك، رأيت أرض الميعاد. ومن المحتمل ان لا آتي معكم، ولكني أريدكم أن تعلموا الليلة أننا كشعب سوف سنصل إلي أرض الميعاد! [تصفيق] ولذلك فأنا سعيد الليلة وغير قلق بشأن أي شئ، كما أنني لا أخشي أي أحد؛ فلقد رأيت بعيني عظمة مجئ الرب.
و في يوم الخميس 4 إبريل 1968، كان كينج يقيم في غرفة 306 في فندق لورين في مدينة ممفيس، وكان يملك هذا الفندق رجل الأعمال والتر بيلي وكان قد سماه علي اسم زوجته. كما صرح القس رالف آبيرنثي زميل وصديق مارثن في وقت لاحق لمجلس النواب لجنة الإغتيالات أنه مكث هو وكينج في غرفة 306 في لورين موتل في كثير من الأحيان حتي أنها باتت تعرف ب«جناح كينج-أبيرناثي» 
ووفقا لكاتب السيرة الذاتية تايلور برانش، فإن آخر كلمات كينج كانت للموسيقار بين برانش الذي كان من المقرر أن يقدم عرضا هذه الليلة في مناسبة مقررة حيث قال له " بين يجب أن تعزف أغنية "خذ يدي ربي العظيم" في الاجتماع الليلة.

و لقد خرج كينج إلي الشرفة وكان واقفا بالقرب من غرفته عندما أطلقت عليه رصاصة واحدة من طراز 30- 06 موديل ريمنجتون 760  وتخللت الرصاصة خده الأيمن وكسرت فكه وعدة فقرات ونزلت إلي النخاع الشوكي وقطعت حبل الوريد وشرايين رئيسة قبل أن تستقر في كتفه. كما مزقت قوة الرصاصة ربطة عنقه وسقط كينج بعنف  من الشرفة فاقدا الوعي.  

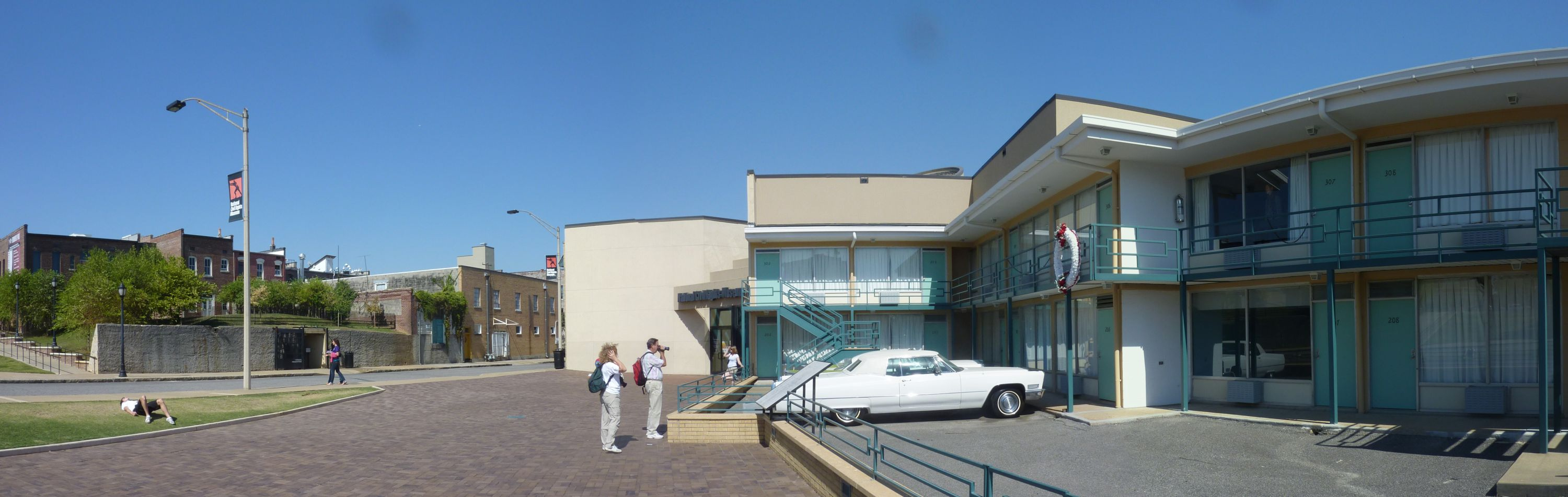
رؤية واسعة للورين موتيل و البنسيون الذي أطلق منه جيمس إيرل الرصاصة القاتلة من نافذة دورة مياه في الدور الثاني (علي يسار عمود الضوء)

و بعد فترة وجيزة من إطلاق النار علي كينج، رأي شهود رجلا كان يُعتقد فيما أنه جيمز إيرل راي يفر من منزل مؤجر عبر الشارع من لورين الموتل حيث أجر راي غرفة هناك. ولقد عثرت الشرطة علي حزمة ملقاة بالقرب من موقع الجريمة تشتمل علي بندقية ومنظار يحملا بصمات راي. وكان راي قد اشتري هذه البندقية منذ ستة أيام تحت اسم مستعار. تم إطلاق عملية مطاردة في جميع أنحاء العالم، والتي بلغت ذروتها في اعتقال راي في مطار هيثرو بلندن بعد شهرين.
في ذلك الوقت، سمع أبيرناثي صوت الرصاصة من داخل غرفة الفندق وركض إلى الشرفة ليجد كينج على سطح السفينة  ينزف بغزارة بسبب جرح في خده. واعتقد أندرو يونغ، زميل من مؤتمر القيادة المسيحية الجنوبية، في أول الأمر أن كينج قد مات، ولكنه وجد انه لا يزال ينبض.

أعلن وفاته في 7:05 مساء التوقيت القياسي المركزي (8:05 مساءً بتوقيت نيويورك) من قبل طاقم الأطباء، "قال السيد هيس." لقد فعلوا كل شيء ممكن إنسانياً ". وفقا لتايلور برانش، كشف تشريح جثته أنه على الرغم من كونه يبلغ من العمر 39 عاما، كان قلبه في حالة رجل يبلغ من العمر 60 عاما، وهذا يرجع إلى ضغوط التي بذلها  من 13 عاما في حركة الحقوق المدنية. 

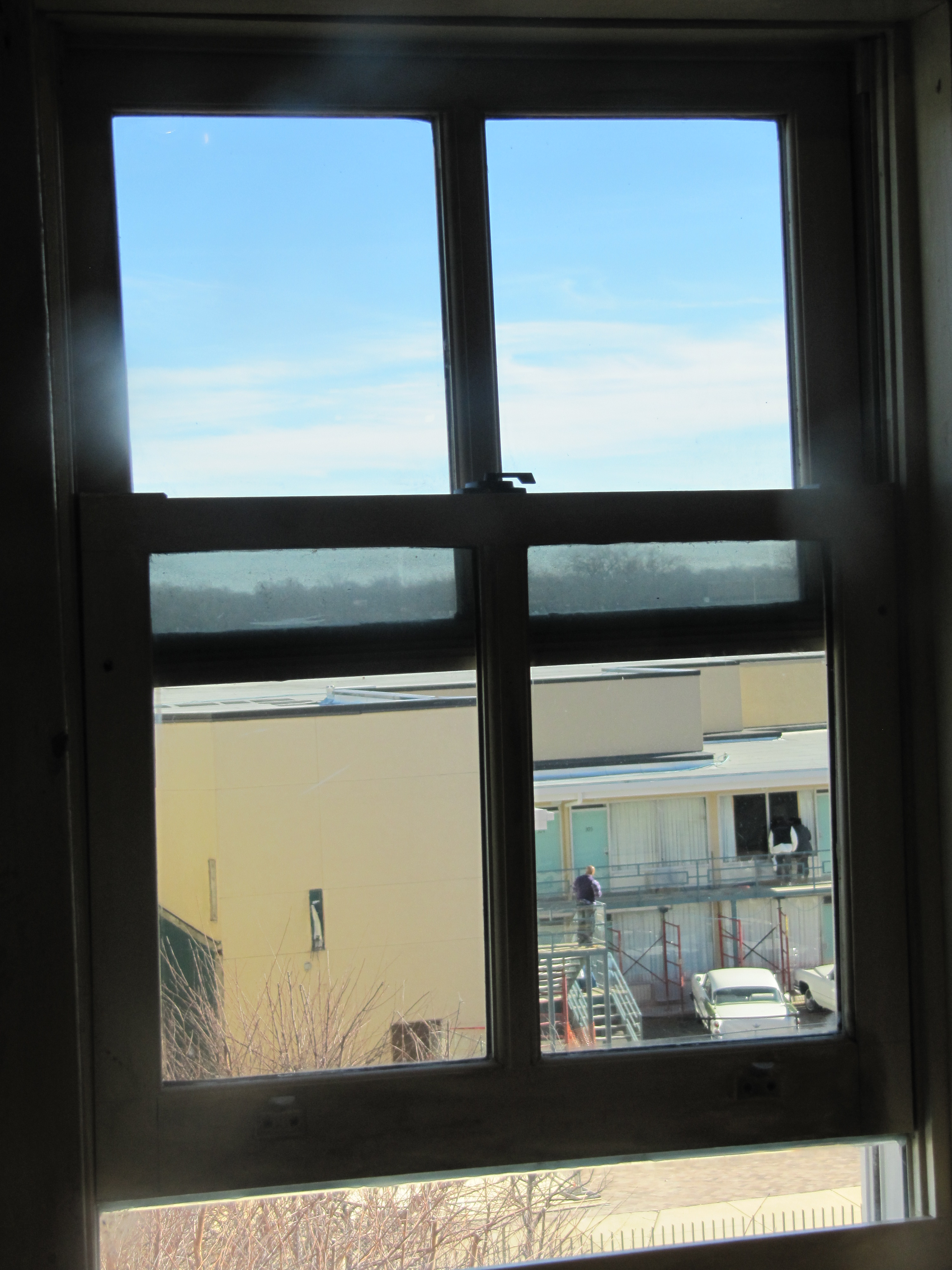
مشهد بنسيون لورين من نافذة جيمس إيرل راي، حيث أطلق النار على كينج.

## كوريتا سكوت كينغ
واجهت السيدة كينغ صعوبة في ابلاغ أطفالها بالأخبار التي تقول إن والدهم قد مات. حصلت على عدد كبير من البرقيات، بما في ذلك واحدة من والدة لي هارفي أوزوالد، والتي اعتبرت أنها الأكثر ملامسة لها.

## داخل الحركة
بالنسبة للبعض، كان اغتيال كينج يعني نهاية إستراتيجية اللاعنف. .وأكد آخرون في الحركة على ضرورة الاستمرار في عمل كينج والحركة. أكد القادة داخل مؤتمر القيادة المسيحية الجنوبية انهم سيواصلون حملة الفقراء الشعبية في ذلك العام على الرغم من خسارته. جادل بعض القادة السود حول الحاجة إلى مواصلة تقاليد كينج والحركة اللاعنفية.

## خطاب روبرت كينيدي
في تلك الليلة، السيناتور روبرت كينيدي، الذي يعمل لكسب ترشيح للرئاسة لتمثيل الحزب الديمقراطي، تحدث عن عملية الاغتيال. كان كنيدي قد تحدث في وقت سابق من ذلك اليوم في ولاية إنديانا  ، وعلم عن إطلاق النار قبل ركوب الطائرة إلى إنديانابوليس. كان لديه خطاب مقرر هناك في حي يغلب عليه السود في المدينة. اقترح سكرتيره الصحفي فرانك مانكييفيز يسأل الجمهور للصلاة من أجل العائلة كينج واتباع الممارسات كينج اللاعنف. لم يتعلم كينيدي أن كينج قد مات حتى هبط في إنديانابوليس.
صاغ مانكيويتز وكاتب الخط آدم والينسكي الملاحظات لمصلحة كينيدي، لكنه رفضها، مستخدمين بعضًا من المحتمل أنه كتبها أثناء رحلته إلى الموقع نصح رئيس شرطة انديانابوليس كنيدي انه لا يستطيع توفير الحماية وكان قلقا من انه سيكون في خطر في الحديث عن وفاة الزعيم المبجل. قرر كينيدي المضي قدما وتحدث كينيدس وهو يقف علي الشاحنة المسطحة لأربع دقائق وسبع وخمسين ثانية 

كان أول من أخبر الجمهور بوفاة كينج؛ صرخ بعض الحاضرين  في حزن. كان العديد من مساعدي كنيدي قلقين من أن إيصال هذه المعلومات قد يؤدي إلى حدوث أعمال شغب. عندما هدأ الجمهور، اعترف كينيدي بأن العديد منهم سيملؤهم بالغضب. وقال: «بالنسبة لأولئك منكم الذين هم من السود ويميلون إلى أن تكون مليئة بالكراهية وعدم الثقة في الظلم من هذا الفعل، ضد كل البيض، أود فقط أن أقول أنني يمكن أن أشعر أيضا في قلبي من نفس النوع كان لديّ أحد أفراد عائلتي، لكنه قتل على يد رجل أبيض». وقد فاجأت هذه التصريحات مساعديه الذين لم يسمعوه قط يتحدثون علانية عن موت أخيه. وقال كينيدي إن البلاد يجب أن تبذل جهدا «لتجاوز هذه الأوقات العصيبة»، ونقلت عن قصيدة للكاتب المسرحي اليوناني أسخيليوس 
وصُدق علي جزء من خطابه مع منع شغب  ما بعد الاغتيال في إنديانابوليس، في ليلة اندلعت فيها مثل هذه الأحداث في المدن الرئيسية في جميع أنحاء البلاد. ويعتبرهذا الخطاب على نطاق واسع واحدا من أعظم الخطب في التاريخ الأميركي.

بعد ذلك الغي كينيدي جميع مظاهر الحملة والتي كان من المقرر انعقادها وانسحب إلى غرفته في الفندق. ومن خلال عدة محادثات هاتفية مع قادة المجتمع الاسود أُقنع بالتحدث ضد رد الفعل العنيف  الذي في الظهور في جميع أنحاء البلاد. في اليوم التالي، صرح كينيدي برد مُجهز«على الخطر الطائش للعنف» في كليفلاند، أوهايو. وإن كان لا يزال يعتبر انه من الهام، ان يعطى اهتمام تاريخي أقل بكثير من خطاب انديانابوليس.

## الرئيس ليندون جونسون
وكان الرئيس ليندون جونسون في المكتب البيضاوي في ذلك المساء، مخططا اجتماعا في هاواي مع القادة العسكريين ل حرب فيتنام. وبعد ان اخبر المتحدث الرسمي للصحافه جورج كريستيان في تمام الساعة 8:20 مساء بحادثه الاغتيال الغي رحلته للتركيز علي شئون الامه. وكلف النائب العام رامزي كلارك للتحقيق في حادثه اغتيال مدينه ممفيس وقام باتصال شخصي الي زوجه كينج كوريتا سكوت كينج، واعلن 7 أبريل وهو اليوم الوطني الحداد الذي سيتم فيه تنكيس العلم الأمريكي.

## الشغب
و دعا زملاء كينج  في حركة الحقوق المدنية  إلى  عدم عنف الردود على حادثه الاغتيال، تكريما لاكثر معتقداته عمقا والتي كان متمسكا بها. وقال جيمس فارمر ج ر:
سيشعر الدكتور كينج بالأسى الشديد لان مقتله  أدي إلى سفك الدماء والفوضى. أعتقد بدلا من أن تكون الامه هادئة؛ الأسود والأبيض، ويجب أن نكون جميعا في حاله من الورع، والتي ستكون من اجل الحفاظ على حياتهم. يجب أن نجعل هذا النوع من التفاني والالتزام  هدفنا وهي الأهداف التي قضي حياته في خدمه حل هذه المشاكل الداخلية. هذا النصب التذكاري، هذا نوع من النصب التذكاري الذي يجب بنائه له. ليس من اللائق أن يكون هناك مثل هذا الانتقام  العنيف، وهذا النوع من المظاهرات في أعقاب قتل مثل هذا الرجل السلمي ورجل السلام.
ومع ذلك، فإن الأكثر مناضله ستوكلي كارمايكل دعا الي اجراءات قويه قائلا:
قتل الامريكان البيض دكتور كينج في  الليلة الماضية. مما جعل الامر برمته اليوم أسهل كثيرا مما كان عليه الناس. ولم يعد هناك حاجة إلى المناقشات الفكرية  وبات السود يعرفون أنهم بحاجه للحصول على السلاح. وسيعيش الامريكان البيض صارخين بانهم  قتلوا الدكتور كينج في الليلة الماضية. وكان من الأفضل لو أنهم قتلوا إتش. براون و/أو ستوكلي كارمايكل، ولكن عندما قتلوا الدكتور كينغ، فقدوا الكثير.
وعلي الرغم من حث العديد من القادة علي الهدوء اندلعت موجه من أعمال الشغب علي الصعيد الوطني في أكثر من 100 مدينه  وبعد اغتيال مدينه ممفيس استقر بسرعه الاضطراب علي شروط مواتيه الي عمال النظافة.

## ردود الفعل

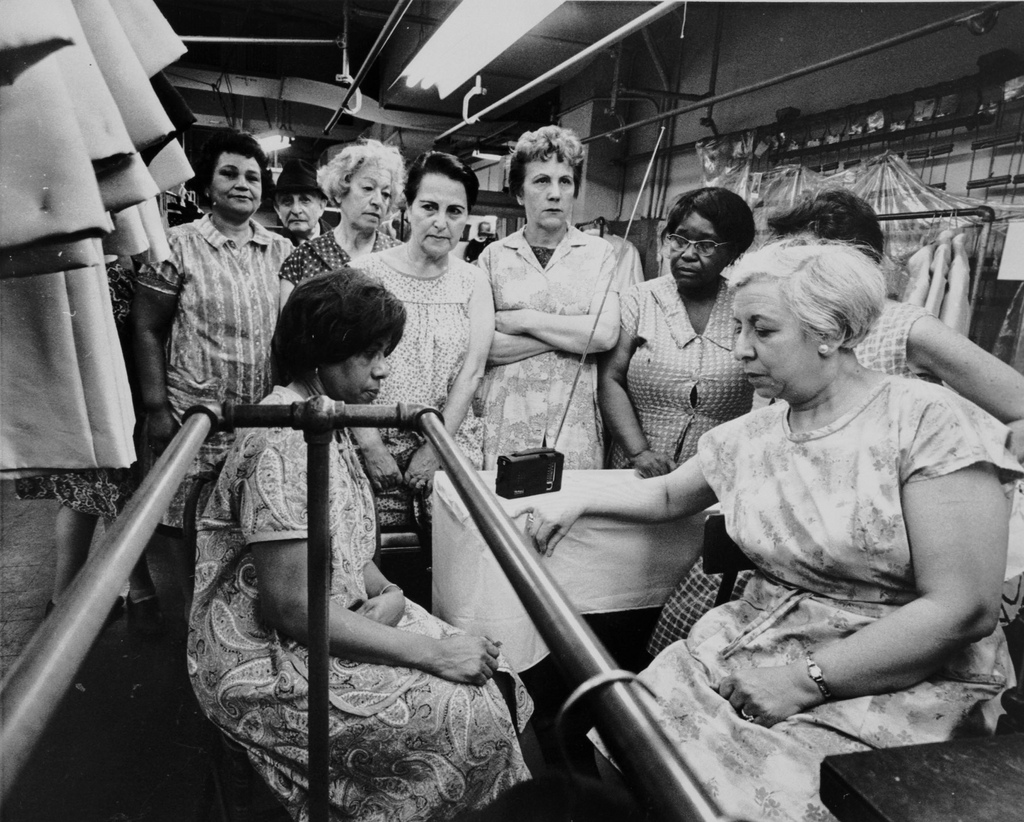
عمال صناعة الملابس يستمعون إلى جنازة القس مارتن لوثر كينغ جونيور على راديو محمول يوم 9 أبريل.

وقادت زوجة كينج  كوريتا سكوت كينغ  جنبا إلى جنب مع اطفالها الاربعة الضغار منه مسيرة صامتة في شوارع ممفيس يصل عدد من شاركوا فيها إلى 40000 شخصا تكريما له ودعما منهم لقضية عمال النظافة السوداء.
وفى اليوم التالى اقيمت مراسم جنازة كينج في مسقط راسه في اتلانتا، جورجيا وكانت الجنازة في كنيسة ابنيزر المعمدانية منقولة على قنوات التلفاز الوطنية وكذلك الاحداث الأخرى التي تشمل قيام موكب الجنازة بنقل جثة كينج لمسافة 3,5 ميلا في شوارع اتلانتا من الكنيسة إلى جامعته بكلية مورهاوس  ويلى هذا الموكب 100,000مشيعا بالإضافة إلى قيام التلفاز بتغطية هذه الاحداث.
وفى أعقاب اغتيال كينج، نقل بعد الصفحيين بعض ردود الافعال القاسية أو العدوانية من اجزاء من أمريكا البيضاء، وخاصة في الجنوب. فذكر ديفيد هالبرستام الذي كان ينقل اخبار جنازة كينج تليقا سمعه في حفل عشاء أحد الاشخاص البيض الاثرياء:
انحنت واحدة من السيدات لديها سيارة مقفلة وثلاثة أطفال ومنزل يقدر بخمسة واربعين الف دولارا وقالت«كم كنت أتمنى ان تبصق لى على وجهه». كانت هذه لحظة صادمة، كنت اتسائل لفترة طويلة بعد ذلك كيف كان سيتصرف معها كينج وإلى اى مدى يمكن تصوره يمكن تهديده لها لو كان حيا ولكن لماذا كل هذه الكراهية.
وذكر المراسلون أن العديد من البيض كانوا حزينيين للغاية عند وفاة القائد. ففى بعض الحالات، غيرت صدمة الاحداث الاراء بشأن كينج فقد أرسل استطلاع رأى في وقت لاحق إلى مجموعة من أمناء الجامعات كشف عن أرائهم عن كينج بعد اغتياله. وأشادت صحيفة نيويورك تايمز بكينج في افتتاحية العدد  ووصفت مقتله بأنه «كارثة وطنية» وقضيته «بالعادلة» 

وقامت الشخصيات العامة بامتداح كينج بشكل عام في الايام التالية لوفاته من ناحية ومن ناحية أخرى اعرب اخرون عن ايديولوجية سياسية. ففى الوقت الذي وصف فيه الحاكم جورج والاس في ولاية ألاباما، المعروف بأنه يمارس سياسة التمييز العنصرى،  وصف عملية الاغتيال بأنها«عمل أحمق ومؤسف» وصف حاكم جورجيا ليستر مادوكس كينج بانه «عدو لبلدنا» وهدد «بشكل شخصى برفع» علم الدولة بدلا من تنكيسه. أما عن حاكم ولاية كاليفورنيا رونالد ريجان فقد وصف عملية الاغتيال بأنها «مأساة كبيرة بدأت عندما بدأنا نتنازل عن القانون والنظام وبدأ الناس في اختيار القوانين التي يخرقونها»  وكتب ستروم ثورموند إلى ناخبيه وهو عضو في مجلس الشيوخ عن ولاية كارولينا الجنوبية«أننا نشهد الآن الزوبعة التي زرعت بذورها منذ سنوات عندما بدأ بعض الدعاة والمدرسين يخبرون الناس أن كل شخص يمكن أن يكون قاضيه في قضيته».

## مكتب التحقيقات الفيدرالية
تم تكليف مكتب التحقيقات الفيدرالى بقيادة التحقيق في وفاة كينج. وقال إدغار هوفر الذي سبق له بذل جهود بشأن تشويه سمعة كينج  لجونسون إن وكالته ستحاول العثور على الجاني أو الجناة. ولكن تبقى العديد من الوثائق المتعلقة بهذا التحقيق سرية، ومن المقرر أن تظل سرية حتى عام 2027. في عام 2010، كما في السنوات السابقة، جادل البعض بإقرار قانون جمع السجلات المقترح، على غرار قانون 1992 المتعلق باغتيال كينيدي من أجل المطالبة بالنشر الفوري للسجلات.

## الجنازة
حضر جنازته يوم 9 أبريل حشدُ مكوّن من 300 ألف شخص. وحضر نائب الرئيس هيوبرت همفري نيابةً عن جونسون، والذي كان في اجتماع عُقد في كامب ديفيد من أجل حرب فيتنام. (وكانت هناك مخاوف تتعلق بحضور بسبب أنه قد يتعرّض للضرب أثناء الانتهاكات والاحتجاجات المناهضة للحرب). وبناءً على طلب أرملة كينج، تم اذاعة آخر خطبة له -والتي كانت في الكنيسة المعمدانية إبنيزر- في جنازته، وكانت عبارة عن تسجيل من خطبته "Drum Major instinct" والتي ألقاها يوم 4 فبراير / شباط عام 1968. في هذه الخطبة طلب ألا يتم ذِكر الجوائز والأوسمة التي حصل عليها، ولكن أن يُذكر أنه حاول «إطعام الجياع»، «وكساء العراة»، «وأنه كان محقًا في مسألة الحرب على [فيتنام]»، «وأنه أحب البشر وخدمة الإنسانية».

## الجاني

### القبض على المجرم وإقراره بالذنب
كشفت تحقيقات المباحث الفيدرالية عن وجود بصمات تُرِكَت على أغراض مختلفة في الحمّام، وهو المكان الذي جاء منه إطلاق النار. وشملت الأدلة بندقية من طراز ريمنجتون والتي أُطلق منها رصاصة واحدة على الأقل. وكانت البصمات تتبع المتهم الهارب الذي يُدعى جيمس إيرل راي. وبعد شهرين من اغتيال كينج اعتُقل راي في لندن بداخل مطار هيثرو بينما كان يحاول الهروب من المملكة المتحدة إالى أنغولا أو روديسيا أو جنوب أفريقيا بجواز سفر كندي مزوّر باسم رامون جورج سنيد. وتم تسليمه بسرعة إلى تينيسي بتهمة قتل كينج.
واعترف راي بجريمة الاغتيال في 10 مارس 1969. بناءً على نصيحة من محاميه بيرسي فورمان وأقر راي بذنبه لتجنب احتمالية حصوله على عقوبة الإعدام. وقد حُكِم عليه بالسجن لمدة 99 عاما؛ إلا أنه تراجع عن اعترافه بعد ثلاثة أيام.
رفض«راى» ان يكون «فورمان» محاميا له وادعى أيضا ان هناك رجل قابله في مونتريال واسمه المستعار«راؤول» متورطا في اغتيال الملك كما لو كان شقيقه جونى ولكنه لم يكن كذلك. وذكر «راى» على لسان محاميه الجديد جاك كيرشو إنه على الرغم من أنه لم «يطلق النار على الملك شخصيا» فانه من «الممكن ان يكون متورطا بشكل ما دون ان يعرف ذلك» مشيرا بأن هناك مؤامرة. والجدير بالذكر ان كيرشو قد قدم دليلا إلى لجنة مجلس النواب المعنية بالاغتيالات في مايو 1977 والذي اعتقد أنه بذلك سيبرئ موكله ولكن الاختبارات لم تثبت ذلك بشكل حاسم كما ادعى أن «راى» كان في مكان اخر عنما تم اطلاق الطلقات لكنه لم يتمكن من العثور على شاهد لتأكيد هذا الادعاء.

### الهروب
وفى 10يونيو 1997, هرب «راى» وسعبة مدانين اخرين من سجن لاية براوني ماونتن في بتروس، تينيسي ولكن تم القبض عليهم مرة أخرى بعد ثلاثة أيام في 13 يونيو واعيدوا إلى السجن وتم إضافة سنة لحكم راى.

### الوفاة
توفي راي في السجن في 23 أبريل عام 1998 في سن 70 بسبب فشل كلوي وكبدي والناجم عن التهاب الكبد الوبائي (ربما أصيب به نتيجة نقل الدم بعدما طعن عندما كان في سجن براشي ماونتين ستيت).

## نظريات المؤامرة

### لويد جويرز
في كانون الأول / ديسمبر 1993، ظهر رجل أبيض من ممفيس يدعى لويد جويرد في برنامج برايم تايم لايف على قناة ال (ايه بي سي). لقد قام بلفت الانتباه عندما ادعى وجود مؤامرة مزعومة والتي يشارك فيها هو والمافيا والحكومة الفيدرالية لقتل كينج. وفقا لجويرز، كان راي كبش فداء ولم يشارك بطريقة مباشرة في عملية إطلاق النار.
وفقا لوزارة العدل، فإن جويرز كان قد قام بالكشف عن أشخاص مختلفة بطريقة غير متسقة بأنهم سفاحين كينج منذ عام 1993. فقد زعم بأن مطلق النار كان: (1) رجل أفريقي-أمريكي والذي كان متواجدا بالشارع الجنوبي الرئيسي ليلة الاغتيال («الرجل الذي يوجد في الشارع الجنوبي الرئيسي»)؛ (2) رول؛ (3) ضابط ملازم أبيض يعمل لدى قسم شرطة ميمفيس؛ (4) وشخصا آخر لم يستطع معرفته. لم تعتبر الوزارة اتهامات جويرز اتهامات موثوق بها، وأشارت إلى اثنين من المتهمين بأسماء مستعارة. وصرحت وزارة العدل أن الأدلة مزعومة بأنها تدعم وجود قاتل ثالث يدعى راؤول، وهو مشكوك في أمره. كان لدى جويرز مصالح أعمال بالقرب من المنطقة التي تم بها عملية الاغتيال.

#### كوريتا سكوت كينج مقابل لويد جويرز
في عام 1997، قام ديكستر نجل كينج بمقابلة راي وسأله «أريد فقط أن أسألك للعلم بالشيء؛ هل قتلت أبي؟» أجاب راي: «لا. لا لم أفعل» فقال له كينج أن هو وأسرته يصدقونه، وقامت أيضا أسرة كينج بالحث على تجربة أخرى لراي. في عام 1999، قامت عائلة كينج برفع قضية مدنية ضد جويرز والمتآمر المجهول في القتل غير الشرعي لكينج. وتم تجربة القضية كوريتا سكوت كينغ مقابل لويد جويرز، القضية رقم 97242, في المحكمة الدورية بمقاطعة شيلبي، تينيسي، من 15 نوفمبر إلى 8 ديسمبر / كانون الأول 1999.
قدم المحامي ويليام فرانسيس بيبر، ممثلاً لعائلة كينج، أدلة من 70 شاهداً و 4000 صفحة من النصوص. ويزعم بيبر في كتابه «قانون الدولة» (2003)، أن الأدلة قامت بتوريط مكتب التحقيقات الفيدرالي، ووكالة المخابرات المركزية، والجيش، وإدارة شرطة ممفيس، والجريمة المنظمة في قتل كينج. وزعمت الدعوى تورط الحكومة؛ ومع ذلك، لم يتم ذكر اسم أي مسؤول أو وكالة حكومية أو قاموا بتكوين حزبا للدعوى، لذلك لم يكن هناك أي دفاع أو دليل قدمته الحكومة أو قامت بنفيه. وجدت هيئة المحلفين المدعى عليه لويد جويرز وبعض المتهمين الآخرين غير المعروفين مسئولين من الناحية المدنية عن مشاركتهم في مؤامرة لاغتيال كينج مقابل 100 دولار. وتصرف أعضاء عائلة كينج كمدعين.
بعد عدم سماع أي أدلة من الحكومة، وقدمت شهادة ومرافعات فقط بشكل تعاوني من قبل المدعين وآل جويرز، وجدت هيئة المحلفين - ستة من السود وستة من البيض - أن كينغ كان ضحية لعملية اغتيال بمؤامرة تضم شرطة ممفيس بالإضافة إلى الوكالات الفيدرالية. وقال مساعد المدعي المحلي جون كامبل، الذي لم يكن متورطا في القضية، أن القضية كانت تشوبها العيوب وأنها «أغفلت عن الكثير من الأدلة المتناقضة التي لم تقدم أبدا.» هذا الحكم المدني ضد جويرز وقد طالب بعض الأشخاص بهذا الحكم ضد جويرز لإنشاء براءة راي الإجرامية والتي دائمًا ما حافظت عليها عائلة كينج ولكن ليس لها صلة بإقراره بأنه مذنب  وذكرت العائلة أنه تطلّب 100 دولار فقط كتعويض عن الأضرار لتبرهن أنها لا تسعى الي تحقيق مكاسب مالية.

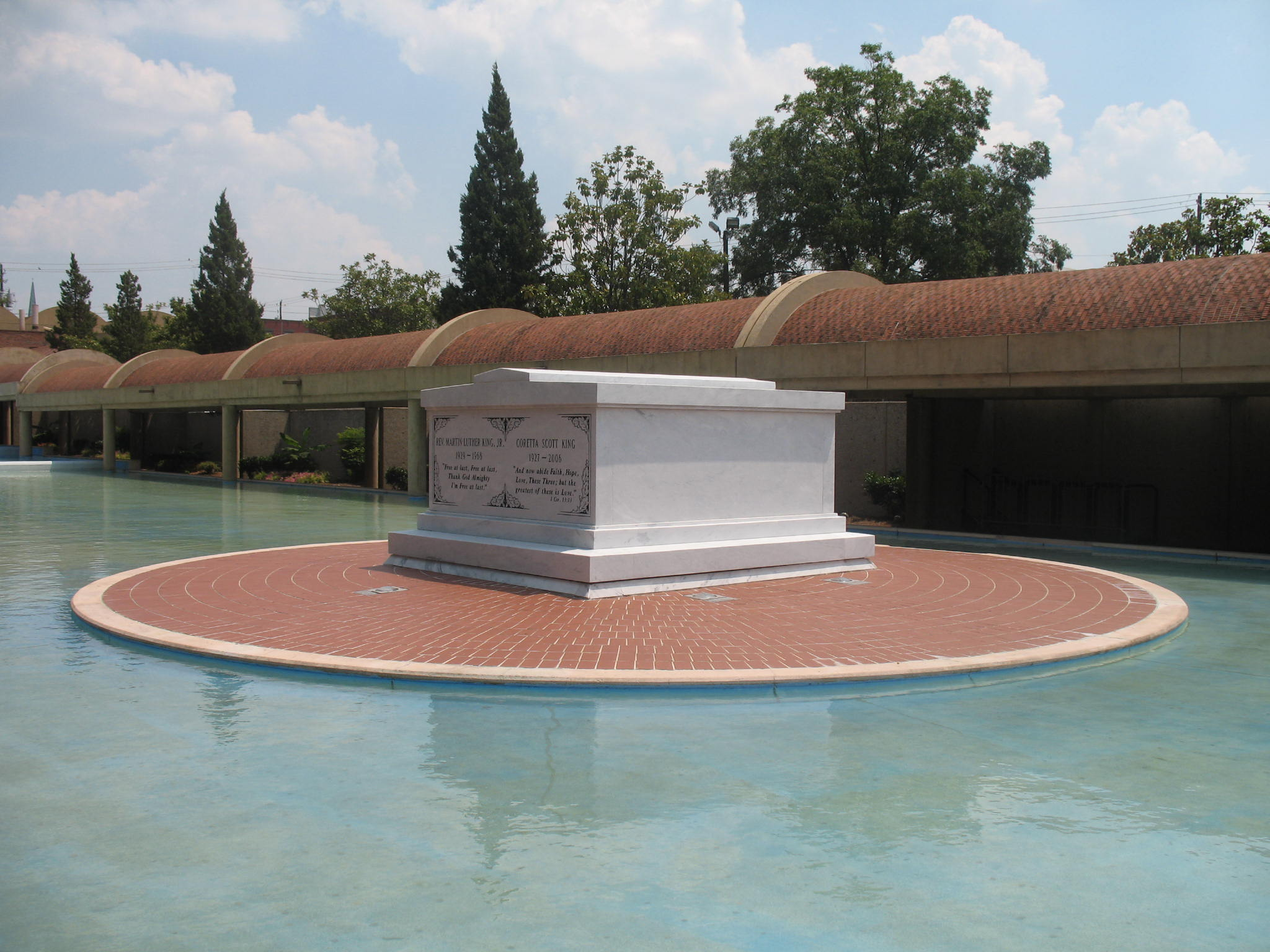
ضريح مارتن لوثر كينج و كوريتّا سكوت كينج، و يقع على أراضي كينج سنتر في أطلنطا.

#### مواجهة الأدلة
في عام 2000م، أكملت وزارة العدل تحقيقاتها فيما يتعلق بإدعاءات جويرز؛ ولكنها لم تجد أي أدلة تثبت الإتهامات بخصوص المؤامرة. ويوصي تقرير التحريات بأنه لا مزيد من التحقيقات إلا في حالة وجود حقائق موثوقة جديدة. كما صرحت أخت جويرز بأنه أختلق القصة لكي يجني مبلغ 300,000 دولار من بيعها وأنها أيدت تلك القصة للحصول على المال من أجل تسديد ضريبة الدخل الخاصة بها. كاتب سيرة كينج الذاتية دافيد جارو اختلف مع إدعاءات وليام إف. بيبر بأن الحكومة قد قتلت كينج. فهو مدعو من قبل المؤلف جيرالد بونسر.

### نظريات أخرى
في عام 1998م، أفادت شبكة إس بي إس بأنه تم إجراء اختبارين مقذوفات منفصلين على بندقية ريمنجتن والمزعوم استخدامها بواسطة راي في عملية الاغتيال كانت غير حاسمة. علاوة على ذلك، ذكر شهود كانوا مع كينج لحظة إطلاق النار بأن الطلقة قد تم إطلاقها من موقع مختلف؛ خلف شجيرات كثيفة بالقرب من منزل يوفر الإقامة، وليس من شباك منزل المساكنة.
اقترح صديق كينج ومنظم مؤتمر القيادة المسيحية النبوية (إس سي إل سي) القس جيمس لاوسون أن الاحتلال الوشيك لواشنطن العاصمة من قبل مخيم الفقراء كان دافع أساسي للاغتيال. كما اشار لاوسون خلال المحاكمة المدنية أن كينج نفر من الرئيس جونسون وممثلي الحكومة الأقوياء الآخرين عندما تبرأ من حرب فيتنام في أبريل عام 1967م_ تمامًا منذ سنة قبل الاغتيال.

قد تم استهداف كينج من قبل كوينتلبرو وكان أيضًا تحت المراقبة من قبل وكالات استخبارات عسكرية اثناء الفترة المؤدية إلى هذا الاغتيال تحت الاسم المستعار عملية فانوس سبايك.
ادعى أحد قساوسة الكنيسة رولاند دينون ويلسون أن والده هنري كلاي ويلسون هو مَنْ اغتال مارتن لوثر كينج جاي آر. وليس جيمس إيرل راي. وأفاد قائلًا:«ذلك لم يكن شيئًا عنصريًا؛ فقد اعتقد أن مارتن لوثر كينج ذو صلة بالشيوعيين، وأراد أن يخرجه من هذا الطريق». ولكن أفادت التقارير سابقًا أن ويلسون اعترف أن والده كان عضوًا في كوكلوكس كلان (للمتعصبين البيض).
في عام 2004م، أشار جيسي جاكسون الذي كان بصحبة كينج حين تم اغتياله بأن:
الحقيقة أنه كان هناك مخربين لعرقلة السير. [و أيضًا] داخل منظمتنا، وجدنا شخص رئيسي للغاية والذي كان في كشوف المرتبات الحكومية. وبهذا هناك تسلل بالداخل، مخربين من الخارج واعتداءات الصحافة. وأنا لن أصدق أبدًا أن جيمس إيرل راي لديه الدافع والمال والتَنَقٌّل لفعل ذلك بنفسه. فحكومتنا متورطة بشكل كبير في إقامة المرحلة لذلك وأنا أعتقد أن طريق الهروب لجيمس إيرل راي.
وفقًا لكاتب السيّر الذاتية تايلور برانش، قالها جيمس بيفيل صديق وزميل كينج هذا بصراحة:«من المستحيل أن يقوم صبي أبيض يساوي عشر سنتات بوضع خطة لقتل رجل أسود قدره مليون دولار».Assassination of Martin Luther King Jr.#CITEREFBranch2007

### استشهادات
1. ↑  Pepper p.8 2003.
2. ↑  Pepper p.97. 2003.
3. 1 2 3  Dyson، Michael Eric (2008). "Fighting Death". April 4, 1968: Martin Luther King Jr.'s death and how it changed America (ط. 1st). نيويورك: Basic Civitas Books  [لغات أخرى]‏. ISBN:978-0465002122. مؤرشف من الأصل في 2020-01-02.{{استشهاد بكتاب}}:  صيانة الاستشهاد: علامات ترقيم زائدة (link)
4. ↑  (via Google News) "King had predicted he too would be killed". The Washington Afro American. واشنطن العاصمة: Baltimore Afro-American. 9 سبتمبر 1969. مؤرشف من الأصل في 2016-05-12. اطلع عليه بتاريخ 2012-07-20.
5. ↑  "1,300 Members Participate in Memphis Garbage Strike". AFSCME. الاتحاد الأمريكي للعمل ومؤتمر المنظمات الصناعية. 1 فبراير 1968. مؤرشف من الأصل في 2006-12-06. اطلع عليه بتاريخ 2006-12-23.
6. ↑  "Memphis Strikers Stand Firm". AFSCME. الاتحاد الأمريكي للعمل ومؤتمر المنظمات الصناعية. 1 مارس 1968. مؤرشف من الأصل في 2006-12-06. اطلع عليه بتاريخ 2006-12-23.
7. ↑  Rugaber، Walter (29 مارس 1968). "A Negro is Killed in Memphis". شركة نيويورك تايمز. شركة نيويورك تايمز. مؤرشف من الأصل في 2014-04-24. اطلع عليه بتاريخ 2006-12-23. {{استشهاد بخبر}}: الوسيط |عمل= و|صحيفة= تكرر أكثر من مرة (مساعدة)
8. ↑  Staff, TIME. "TIME Looks Back: The Assassination of Martin Luther King, Jr". Time (بالإنجليزية الأمريكية). ISSN:0040-781X. Archived from the original on 2019-03-02. Retrieved 2018-04-27.
9. ↑  "The last sermon, Memphis, April 3, 1968". Pittsburgh Post-Gazette (بالإنجليزية). Archived from the original on 2018-11-05. Retrieved 2018-04-27.
10. ↑  "The Truth About Martin Luther King Jr.'s Assassination". ThoughtCo. مؤرشف من الأصل في 2019-09-14. اطلع عليه بتاريخ 2018-04-27.
11. ↑  "Wayback Machine" (PDF). 16 فبراير 2008. مؤرشف من الأصل في 2018-11-05. اطلع عليه بتاريخ 2018-04-27.{{استشهاد ويب}}:  صيانة الاستشهاد: BOT: original URL status unknown (link)
12. ↑   https://web.archive.org/web/20100823041308/http://www.justice.gov:80/crt/crim/mlk/part6.htm. مؤرشف من الأصل في 2010-08-23. اطلع عليه بتاريخ أغسطس 2020. {{استشهاد ويب}}: تحقق من التاريخ في: |تاريخ الوصول= (مساعدة) والوسيط |title= غير موجود أو فارغ (مساعدة)
13. 1 2  .
14. 1 2  Gribben، Mark. "James Earl Ray: The Man Who Killed Dr. Martin Luther King". truetv.com. مؤرشف من الأصل في 2018-12-29. اطلع عليه بتاريخ 2011-02-05.
15. ↑  "Martin Luther King, Jr.: Assassination Conspiracy Theories". مؤرشف من الأصل في 2016-12-26.
16. ↑  "Assassination of Martin Luther King Jr". Christian History Institute. مارس 2007. مؤرشف من الأصل في 2007-08-11. اطلع عليه بتاريخ 2007-07-21.
17. ↑  "Interview with Andrew Young". بي بي إس. مؤرشف من الأصل في 2018-07-27. اطلع عليه بتاريخ 2013-02-04.
18. ↑  http://www.pbs.org/wgbh/americanexperience/mlk/filmmore/pt.html/ نسخة محفوظة 2020-04-23 على موقع واي باك مشين.
19. ↑  Schumach، Murray (5 أبريل 1968). "Martin Luther King Jr.: Leader of Millions in Nonviolent Drive for Racial Justice". نيويورك تايمز. نيويورك: شركة نيويورك تايمز. مؤرشف من الأصل في 2018-02-13. اطلع عليه بتاريخ 2016-10-19.
20. ↑  "Aide to Dr. King Asserts March Of Poor in Capital Will Be Held". نيويورك تايمز. نيويورك: شركة نيويورك تايمز. 5 أبريل 1968. {{استشهاد بخبر}}: الوسيط |تاريخ الوصول بحاجة لـ |مسار= (مساعدة)|access-date= requires |url= (help)
21. ↑  Van Gelder، Lawrence (5 أبريل 1968). "Negroes Urge Others to Carry on Spirit of Nonviolence". نيويورك تايمز. نيويورك: شركة نيويورك تايمز. مؤرشف من الأصل في 2018-01-14. اطلع عليه بتاريخ 2012-07-20.
22. 1 2  Klein & 2007 3–4.
23. ↑  Scarborough Country نسخة محفوظة October 25, 2007, على موقع واي باك مشين.Wayback Machine.
24. ↑  Klein 2007.
25. ↑  Klein، Joe (أبريل 9, 2006). "Pssst! Who's behind the decline of politics? Consultants". Time. United States: شركة تايم  [لغات أخرى]‏. مؤرشف من الأصل في ديسمبر 17, 2007. اطلع عليه بتاريخ نوفمبر 17, 2007.{{استشهاد بدورية محكمة}}:  صيانة الاستشهاد: علامات ترقيم زائدة (link)
26. ↑  Statement of Mayor Bart Peterson نسخة محفوظة November 14, 2007, على موقع واي باك مشين.Wayback Machine.
April 4, 2006, press release
27. ↑  "Top 100 American Speeches of the 20th Century". مؤرشف من الأصل في 2013-09-26. اطلع عليه بتاريخ 2009-08-30.
28. ↑  Newfield 1988.
29. 1 2 3 4  Kotz 2006.
30. 1 2  "News, Photos, Audio - Archives - UPI.com". مؤرشف من الأصل في 2013-07-28.
31. ↑  "1968: Martin Luther King shot dead". On This Day. بي بي سي نيوز. 2006. مؤرشف من الأصل في 2019-03-11. اطلع عليه بتاريخ 2006-09-17.
32. ↑  "AFSCME Wins in Memphis". AFSCME. واشنطن العاصمة: الاتحاد الأمريكي للعمل ومؤتمر المنظمات الصناعية. 1 أبريل 1968. مؤرشف من الأصل في 2006-12-06. اطلع عليه بتاريخ 2006-12-23.
33. ↑  "1968 Memphis Sanitation Workers' Strike Chronology". AFSCME. واشنطن العاصمة: الاتحاد الأمريكي للعمل ومؤتمر المنظمات الصناعية. 1968. مؤرشف من الأصل في 2006-12-06. اطلع عليه بتاريخ 2006-12-23.
34. ↑  "Dr. King's Assassination". crdl.usg.edu (بالإنجليزية). Archived from the original on 2018-11-05. Retrieved 2018-04-27.
35. ↑  "Dr. King's Assassination: Background", Civil Rights Digital Library, Digital Library of Georgia, 2013 نسخة محفوظة 21 أبريل 2018 على موقع واي باك مشين.
36. ↑  "'The Need of All Humanity'". نيويورك تايمز. نيويورك: شركة نيويورك تايمز. 5 أبريل 1968. {{استشهاد بخبر}}: الوسيط |تاريخ الوصول بحاجة لـ |مسار= (مساعدة)|access-date= requires |url= (help)
37. ↑  Catalyst (8 نوفمبر 2005). "White America's reaction to the shooting of MLK?". Straight Dope. مؤرشف من الأصل في 2019-08-29. اطلع عليه بتاريخ 2012-07-20.
38. ↑  "Martin Luther King Jr.: Leader of Millions in Nonviolent Drive for Racial Justice". archive.nytimes.com. مؤرشف من الأصل في 2018-05-22. اطلع عليه بتاريخ 2018-04-27.
39. ↑  Perlstein 2009.
40. ↑  "Drum Major Instinct (1968)". Martin Luther King, Jr. and the Global Freedom Struggle. جامعة ستانفورد. مؤرشف من الأصل في 2018-03-19. اطلع عليه بتاريخ 2018-04-02.
41. ↑  CNN, By  James Polk. "The case against James Earl Ray - CNN.com". edition.cnn.com (بالإنجليزية). Archived from the original on 2019-02-26. Retrieved 2018-04-27. {{استشهاد ويب}}: |الأخير= باسم عام (help)
42. ↑  Jerome، Richard (11 مايو 1998). "Dead Silence". بيبول. مؤرشف من الأصل في 2016-03-04. اطلع عليه بتاريخ 2015-10-27.
43. ↑  Martin، Douglas (24 سبتمبر 2010). "Jack Kershaw Is Dead at 96; Challenged Conviction in King's Death". نيويورك تايمز. نيويورك: شركة نيويورك تايمز. مؤرشف من الأصل في 2019-07-01. اطلع عليه بتاريخ 2010-09-25.
44. ↑  FIELD OFFICE ESTABLISHED نسخة محفوظة May 24, 2008, على موقع واي باك مشين.Wayback Machine.
Knoxville Field Office, FBI.
45. ↑  "James Earl Ray, convicted King assassin, dies". سي إن إن. أتلانتا (جورجيا): نظام تيرنر للبث(تايم وارنر). 23 أبريل 1998. مؤرشف من الأصل في 2006-10-29. اطلع عليه بتاريخ 2006-09-17.
46. ↑  KING FAMILY STATEMENT ON THE JUSTICE DEPARTMENT "LIMITED INVESTIGATION" OF THE MLK ASSASSINATION The King Center نسخة محفوظة 08 أبريل 2018 على موقع واي باك مشين. [وصلة مكسورة]
47. ↑  "United States Department of Justice Investigation of Recent Allegations Regarding the Assassination of Dr. Martin Luther King, Jr". June 2000. Civil Rights Division. نسخة محفوظة 30 يوليو 2015 على موقع واي باك مشين.
48. ↑  John Ray (brother of James Earl) on Fox at YouTube نسخة محفوظة 02 أبريل 2013 على موقع واي باك مشين.
49. ↑  Today in History March 27 at YouTube نسخة محفوظة 08 ديسمبر 2017 على موقع واي باك مشين.
50. ↑  Sack، Kevin (28 مارس 1997). "Dr. King's Son Says Family Believes Ray Is Innocent". نيويورك تايمز. مؤرشف من الأصل في 2019-08-02. اطلع عليه بتاريخ 2015-01-04. {{استشهاد بخبر}}: استعمال الخط المائل أو الغليظ غير مسموح: |ناشر= (مساعدة)
51. ↑  Pepper، William F. (2003). An Act of State: The Execution of Martin Luther King. بروكلين: Verso Books. ISBN:978-1859846957. مؤرشف من الأصل في 2020-01-02.
52. 1 2  Douglass، Jim (Spring 2000). "The Martin Luther King Conspiracy Exposed in Memphis". Probe Magazine. مؤرشف من الأصل في 2012-09-14. اطلع عليه بتاريخ 2012-07-20.
53. ↑  "Civil Case: King Family versus Jowers" (Partial Transcripts of Trial), hosted by The King Center, Atlanta, Georgia. Accessed January 20, 2014 نسخة محفوظة 25 أبريل 2018 على موقع واي باك مشين. [وصلة مكسورة]
54. ↑  Yellin، Emily (9 ديسمبر 1999). "Memphis Jury Sees Conspiracy in Martin Luther King's Killing". نيويورك تايمز. نيويورك: شركة نيويورك تايمز. مؤرشف من الأصل في 2019-09-01. اطلع عليه بتاريخ 2013-06-08.
55. ↑  "Trial Transcript Volume XIV". verdict. The King Center. 2006. مؤرشف من الأصل في 2007-03-17. اطلع عليه بتاريخ 2007-03-24.
56. ↑  Kevin Sack and Emily Yellin (10 ديسمبر 1999). "Dr. King's Slaying Finally Draws A Jury Verdict, but to Little Effect". نيويورك تايمز. نيويورك: شركة نيويورك تايمز. مؤرشف من الأصل في 2019-06-29.
57. ↑  Pepper، Bill (7 أبريل 2002). "William F. Pepper on the MLK Conspiracy Trial" (PDF). Rat Haus Reality Press. مؤرشف (PDF) من الأصل في 2006-09-21. اطلع عليه بتاريخ 2006-09-17.
58. ↑  "USDOJ Investigation of Recent Allegations Regarding the Assassination of Martin Luther King Jr". Conclusion and Recommendation. وزارة العدل الأمريكية. يونيو 2000. مؤرشف من الأصل في 2015-07-29. اطلع عليه بتاريخ 2013-02-16.
59. ↑  "Washingtonpost.com: Martin Luther King Jr.: The Legacy". واشنطن بوست. واشنطن العاصمة: جيف بيزوس. 30 يناير 1999. مؤرشف من الأصل في 2019-06-03.
60. ↑  "Loyd Jowers, 73, Who Claimed A Role in the Killing of Dr. King". نيويورك تايمز. نيويورك: شركة نيويورك تايمز. 23 مايو 2000. مؤرشف من الأصل في 2019-06-28.
61. ↑  Ayton، Mel (28 فبراير 2005). "Book review A Racial Crime: The Assassination of MLK". شبكة أخبار التاريخ. مؤرشف من الأصل في 2006-04-20. اطلع عليه بتاريخ 2006-09-18.
62. ↑  "James Earl Ray Dead At 70". سي بي إس. 23 أبريل 1998. مؤرشف من الأصل في 2006-12-12. اطلع عليه بتاريخ 2006-12-23.
63. ↑  "Questions left hanging by James Earl Ray's death". بي بي سي نيوز. 23 أبريل 1998. مؤرشف من الأصل في 2009-01-12. اطلع عليه بتاريخ 2006-12-23.
64. ↑  "Martin Luther King - Sniper in the Shrubbery?". africanaonline.com. 2006. مؤرشف من الأصل في 2009-06-06. اطلع عليه بتاريخ 2006-12-23.
65. ↑  Allan M. Jalon (8 مارس 2006). "A break-in to end all break-ins". Los Angeles Times. مؤرشف من الأصل في 2019-02-28.
66. ↑  United States Congress 2002.
67. ↑  Canedy، Dana (6 أبريل 2002). "A Minister Says His Father, Now Dead, Killed Dr. King". نيويورك تايمز. نيويورك: شركة نيويورك تايمز. مؤرشف من الأصل في 2008-04-10. اطلع عليه بتاريخ 2008-12-29.
68. ↑  Canedy، Dana (6 أبريل 2002). "My father killed King, says pastor, 34 years on". سيدني مورنينغ هيرالد. مؤرشف من الأصل في 2017-02-02. اطلع عليه بتاريخ 2006-09-18.
69. ↑  "Democracy Now! | Rev. Jesse Jackson On "Mad Dean Disease," the 2000 Elections and Rev. Dr. Martin Luther King". 17 سبتمبر 2006. مؤرشف من الأصل في 2018-11-05. اطلع عليه بتاريخ 2018-04-27.{{استشهاد ويب}}:  صيانة الاستشهاد: BOT: original URL status unknown (link)

Canedy، Dana (6 أبريل 2002). "A Minister Says His Father, Now Dead, Killed Dr. King". شركة نيويورك تايمز. شركة نيويورك تايمز. مؤرشف من الأصل في 2008-04-10. اطلع عليه بتاريخ 2008-12-29. {{استشهاد بخبر}}: الوسيط |عمل= و|صحيفة= تكرر أكثر من مرة (مساعدة)

## وصلات خارجية
- "Civil Case: King Family v. Jowers" (Partial Transcripts of 1998 Trial), hosted by The King Center, Atlanta, Georgia.
- Department of Justice investigation of assassination, 2000 (following the Jowers' allegations)
- Congressional Report on King's assassination
- Shelby County Register of Deeds documents, Assassination Investigation]
- Donald E. Wilkes Jr, "Death of MLK Still a Mystery" (1987), University of Georgia Law School.
- Donald E. Wilkes Jr, "What Are Facts of MLK Murder?" (1987).
- Dr. King's Assassination, Civil Rights Digital Library.